# Swish Swish
Swish Swish è un singolo della cantante statunitense Katy Perry, pubblicato il 19 maggio 2017 come terzo estratto dal quinto album in studio Witness.

## Descrizione
Quarta traccia dell'album, Swish Swish è un brano di genere dance pop e house, caratterizzato dalla partecipazione vocale della rapper trinidadiana Nicki Minaj e da un campionamento del singolo I Get Deep di Roland Clark.
Appena dopo la sua pubblicazione, alcuni critici hanno notato che il testo potrebbe essere un dissing indirizzato alla cantante Taylor Swift. Il 22 maggio, durante la sua apparizione al Carpool Karaoke del Late Late Show di James Corden, dopo aver eseguito il singolo, Corden ha chiesto alla cantante del conflitto con Swift nel 2013, rispondendo «esiste una situazione […] Onestamente, lei ha cominciato, ed è giunto il momento per lei di farla finita.»

## Promozione
Il 18 maggio 2017 la cantante ha annunciato tramite un post su Instagram la pubblicazione del singolo nella mezzanotte. Il 20 maggio, la cantante ha eseguito il brano per la prima volta dal vivo al Saturday Night Live.

## Video musicale
Il 3 luglio 2017 è stato pubblicato il lyric video, diretto da Dario Vetere, in cui fa la sua apparizione la cantante brasiliana Gretchen.
Un'anteprima del video musicale è invece stata diffusa a partire dal 21 agosto 2017 attraverso il canale YouTube di Perry. Diretto da Dave Meyers, il videoclip è uscito tre giorni più tardi e in esso appaiono in vari cameo Gaten Matarazzo, Jenna Ushkowitz, Christine Sydelko, Rob Gronkowski, Molly Shannon, Hafþór Júlíus Björnsson, Karl-Anthony Towns, Rich Eisen e Terry Crews.

## Tracce
Testi e musiche di Katy Perry, Duke Dumont, Sarah Hudson, PJ "Promnite" Sledge, Onika Maraj e Brittany Hazzard.
Download digitale, streaming
1. Swish Swish (ft. Nicki Minaj) – 4:02

Download digitale, streaming – Cheat Codes Remix
1. Swish Swish (ft. Nicki Minaj) (Cheat Codes Remix) – 3:01

Download digitale, streaming – Valentino Khan Remix
1. Swish Swish (ft. Nicki Minaj) (Valentino Khan Remix) – 3:20

Download digitale, streaming – Blonde Remix
1. Swish Swish (ft. Nicki Minaj) (Blonde Remix) – 4:06

## Formazione
Musicisti
- Katy Perry – voce
- Nicki Minaj – voce
- Duke Dumont – sintetizzatore, batteria, programmazione
- PJ "Promnite" Sledge – tastiera
- Noah "Mailbox" Passovoy – tastiera e programmazione aggiuntive

Produzione
- Katy Perry – produzione esecutiva
- Max Martin – produzione esecutiva
- Duke Dumont – produzione
- PJ "Promnite" Sledge – produzione aggiuntiva
- Noah "Mailbox" Passovoy – produzione aggiuntiva, ingegneria del suono, produzione parti vocali
- Rachael Findlen – ingegneria del suono
- Zeke Mishanec – assistenza tecnica
- Aubry "Big Juice" Delaine – ingegneria del suono aggiuntiva, registrazione voce di Nicki Minaj
- Ian Findlay – assistenza tecnica voce di Nicki Minaj
- Șerban Ghenea – missaggio
- John Hanes – assistenza al missaggio
- Randy Merrill – mastering

## Successo commerciale
Nella Hot Dance Club Play Swish Swish ha raggiunto la vetta, diventando la diciottesima numero uno di Katy Perry e la sesta di Nicki Minaj. Questo risultato ha reso l'interprete la quinta artista ad avere più brani a essere arrivati al primo posto, superando Mariah Carey, e ha esteso il suo record di più vette accumulate consecutivamente in questa classifica.

## Classifiche

### Classifiche settimanali
| Classifica (2017-18) | Posizione massima |
| -------------------- | ----------------- |
| Australia            | 22                |
| Austria              | 69                |
| Belgio (Fiandre)     | 53                |
| Belgio (Vallonia)    | 14                |
| Canada               | 13                |
| Filippine            | 5                 |
| Francia              | 117               |
| Germania             | 76                |
| Irlanda              | 19                |
| Italia               | 73                |
| Libano               | 8                 |
| Paesi Bassi          | 53                |
| Polonia              | 16                |
| Portogallo           | 45                |
| Regno Unito          | 19                |
| Repubblica Ceca      | 41                |
| Russia               | 66                |
| Slovacchia           | 37                |
| Spagna               | 61                |
| Stati Uniti          | 46                |
| Svezia               | 53                |
| Svizzera             | 46                |
| Ucraina              | 33                |

### Classifiche di fine anno
| Classifica (2017) | Posizione |
| ----------------- | --------- |
| Brasile           | 143       |
| Canada            | 90        |